# NDTV Joinville
NDTV Joinville é uma emissora de televisão brasileira sediada em Joinville, cidade do estado de Santa Catarina. Opera no canal 8 (30 UHF digital), e é afiliada à Record. Integra a NDTV, rede de televisão pertencente ao Grupo ND. Seus estúdios estão localizados no bairro Atiradores, e sua antena de transmissão está no alto do Morro da Boa Vista, no bairro Saguaçu.

## História

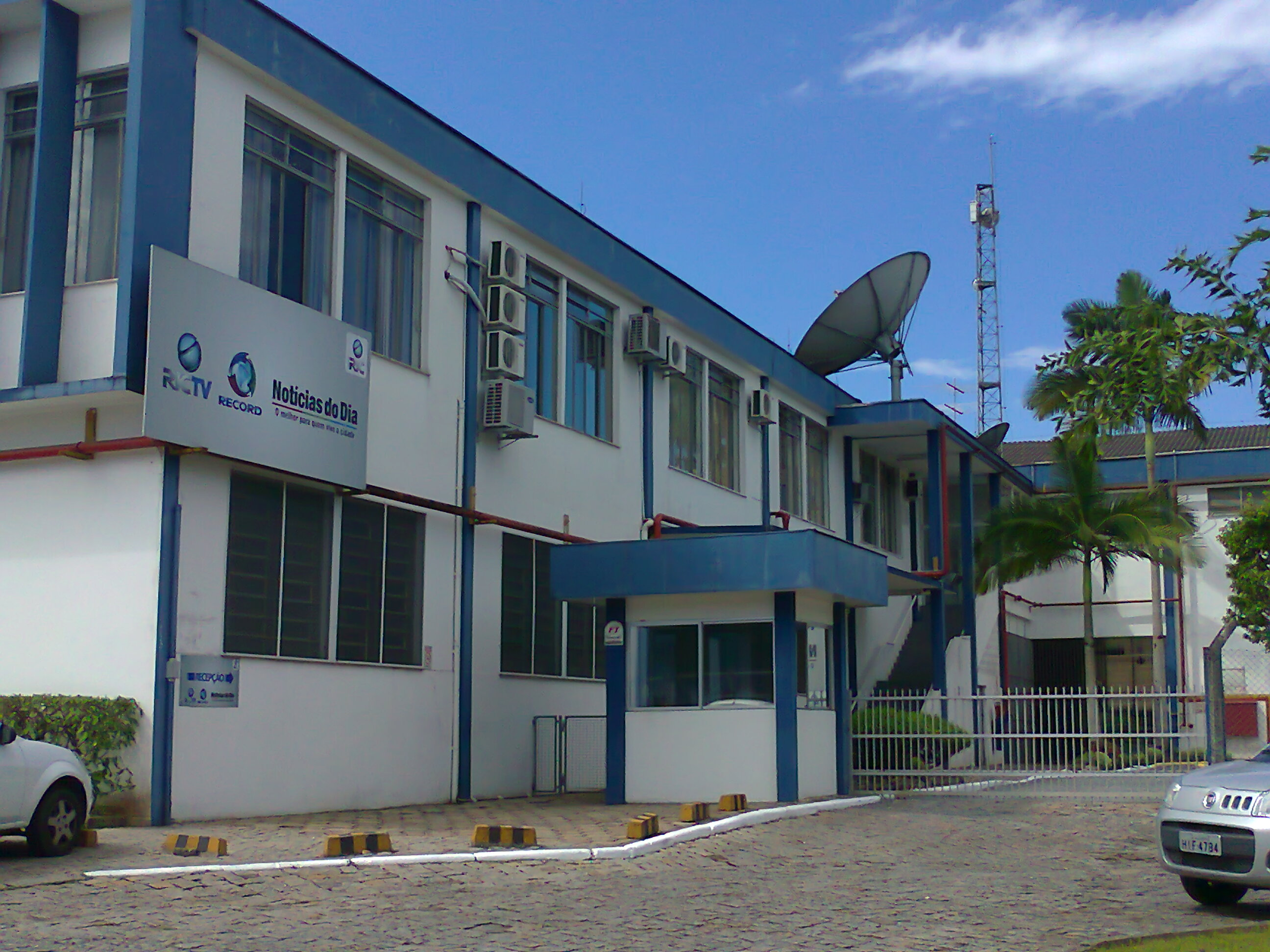
Sede da então RIC TV Joinville, em 2012.

A emissora entrou no ar em 31 de julho de 2000, como TV Cidade dos Príncipes, sendo a terceira emissora da rede de Mário Petrelli em Santa Catarina e a 100ª afiliada do SBT. Em 1º de dezembro do mesmo ano, passou a ser denominada Rede SC Joinville após unificar sua marca com as emissoras de Florianópolis e Chapecó, criando a Rede SC.
Em 1.º de fevereiro de 2008, a emissora passou a integrar o Grupo RIC, formado por Mário Petrelli no estado do Paraná, tornando-se componente da RIC TV. Assim como as antigas emissoras da Rede SC, ela passou a retransmitir a Rede Record e passou a ser identificada como RIC TV Joinville.
Em 3 de dezembro de 2019, com o desmembramento do Grupo RIC em Santa Catarina e com a criação da NDTV, passou a se chamar NDTV Joinville.

## Sinal digital
| Canal virtual | Canal digital | Resolução de tela | Programação                                        |
| ------------- | ------------- | ----------------- | -------------------------------------------------- |
| 8.1           | 30 UHF        | 1080i             | Programação principal da NDTV Joinville / RecordTV |

Em 11 de novembro de 2013, a emissora inaugurou suas transmissões digitais pelo canal 30 UHF.
Transição para o sinal digital
Com base no decreto federal de transição das emissoras de TV brasileiras do sinal analógico para o digital, a NDTV Joinville, bem como as outras emissoras de Joinville, cessou suas transmissões pelo canal 8 VHF em 17 de dezembro de 2018, seguindo o cronograma oficial da ANATEL.